# Tsushima Maru

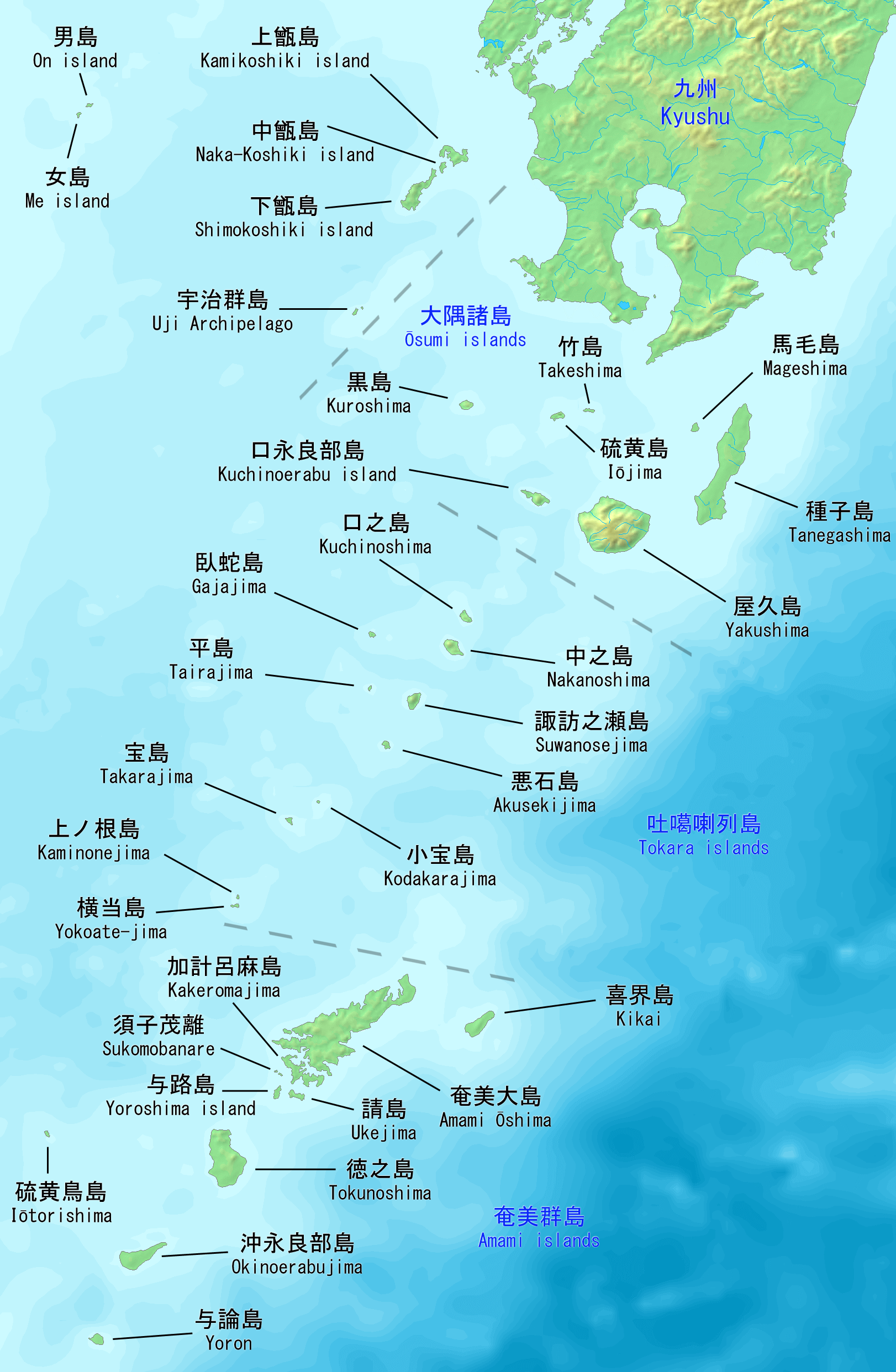
Förliste strax utanför Akuseki-jima (i mitten)

Tsushima Maru (japanska: 対馬丸) var från början ett japanskt lastfartyg. Fartyget ägdes av Nippon Yūsen Kabushiki-gaisha och gick i linjetrafik mellan Yokohama i Japan och New York i USA och senare mellan Yokohama och Hamburg i Europa. Under andra världskriget byggdes fartyget 1938 om till militärt transportfartyg och fick namnet S/S Tusima Maru. Fartyget förliste 1944 på Stilla havet efter en torpedattack. Vid förlisningen omkom 1 529 människor varav 741 barn vilket gör den bland de värsta fartygskatastrofer i Japan under andra världskriget.

## Om fartyget
Byggandet av Tsushima Maru påbörjades 1914 på Russell & Co varv i Greenock nära Glasgow. Fartyget kom att ha fyra däck, två master och en skorsten och drivas av en ångmaskin med tripleexpansion. Fartyget var cirka 136 m långt och cirka 18 meter brett med ett tonnage på cirka 6 754 ton och kunde prestera cirka 619 nhp. Tsushima Maru sjösattes den 8 september 1917 i Glasgow. De följande åren användes fartyget som lastfartyg. Därefter byggdes fartyget om till ett obeväpnad transportfartyg och fick namnet Tusima Maru.

## Förlisningen
Inför den hotande amerikanska invasionen av Ryukyuöarna påbörjade Japan en evakuering av öarna. Den 22 augusti 1944 lämnade konvojen Namo 103 Naha, I konvojen ingick fartygen Kazuura Maru, Gyoukuu och Tsushima Maru samt eskortfartygen jagaren IJNS Hasu och kanonbåten IJNS Uji.
Ombord på Tsushima Maru fanns cirka 1 800 personer varav cirka 826 barn som alla skulle evakueras till Kagoshima på fastlandet. Cirka kl 22.12 träffades fartyget nordväst om Akuseki-jima bland Tokaraöarna av flera torpeder från den amerikanska ubåten USS Bowfin. Fartyget sjönk inom 15 minuter och endast få livbåtar hann sjösättas. Av cirka 1 788 personer ombord kunde endast 259 räddas. Av de 826 barnen omkom 741. Några av de överlevande tillbringade tre dygn på havet innan de räddades.

## Eftermäle
Först 20 år senare fick besättningen på USS Bowfin veta att det fanns barn ombord på Tsushima Maru.
Den 12 december 1997 hittade ett forskningsteam från JAMSTEC (Japan Marine Science and Technology Center) vraket efter fartyget cirka 10 km nordväst om Akuseki-jima. Det hålls årliga minnesceremonier på ön och det finns minnesmärken över förlisningen såväl på ön som i Naha. På Akuseki-jima finns även ett minnesmuseum över händelsen.